# Валдис Затлерс
Валдис Затлерс (лет. Valdis Zatlers; Рига, 22. март 1955) је седми по реду (трећи од обнављања независности) председник Летоније од 2007 до 2011. Наследио је Ваиру Вике-Фрајберга. Затлерс није члан ниједне политичке странке.
По занимању је хирург ортопедије.
Ожењен је Лилитом Затлерс и има троје деце.